# AX Волка
AX Волка (лат. AX Lupi) — одиночная переменная звезда в созвездии Волка на расстоянии (вычисленном из значения параллакса) приблизительно 9378 световых лет (около 2875 парсеков) от Солнца. Видимая звёздная величина звезды — от менее +16m до +13,8m.

## Характеристики
AX Волка — красная пульсирующая переменная звезда, мирида (M) спектрального класса Me. Эффективная температура — около 3281 K.